# Гош, Луи Лазар
Луи-Лазар Гош (фр. Louis Lazare Hoche; 24 июня 1768, Монтрёй — 19 сентября 1797, Вецлар) — генерал (с 1793 г.) французской революционной армии. 

## Биография

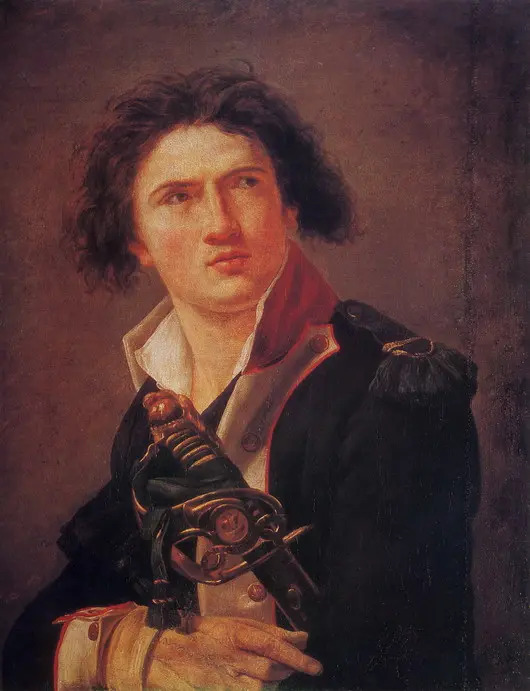
Луи Лазар Гош на портрете Ж.-Л. Давида

Сын отставного солдата, рано потерявший мать и воспитываемый у тётки, в 15 лет работал помощником конюшего в королевских конюшнях в Монтрее. В 16 лет пытался завербоваться в колониальные войска, но, так как обладал прекрасными физическими данными, попал во французскую гвардию.
После начала революции 1789 года остался в гвардии, через несколько месяцев был произведен в капралы, в мае 1792 года — в лейтенанты, а в сентябре того же года — в капитаны. Отличился зимой 1792—1793 годов при наступлении французской армии в Бельгии. 10 сентября 1793 года за умелую защиту Дюнкерка от англичан он был назначен начальником бригады, а 13 числа того же месяца произведен в бригадные генералы. После участия во взятии Верна в Бельгии 22 сентября 1793 года он был назначен начальником штаба Арденнской армии. 23 октября назначен командующим Мозельской армией с которой одержал победу в сражении при Вёрте и захвате Висамбурских линий. Дважды арестовывался: первый раз по подозрению в соучастии генералу Дюмурье, второй — по доносу генерала Пишегрю. 
По выходе из тюрьмы после термидорианского переворота был назначен командующим войсками на западе Франции, действовавшими против вандейцев и шуанов. В августе 1794 года он командовал армиями Бреста и Шербура, усмиряя запад Франции (Вандея и Бретань). Он применил эффективную тактику против шуанов, восстановил порядок и 15 февраля 1795 года подписал с вандейцами Ла-Жонское соглашение.
21 июля 1795 года разбил при Кибероне высадившихся эмигрантов и добился их капитуляции. 748 дворян-эмигрантов, взятых с оружием в руках и одетых в британскую форму, были расстреляны на месте. После этого успеха он получил командование над Западной армией. Систематически разоружал повстанцев и держал под контролем весь регион, в результате 16 июля 1796 года было объявлено об умиротворении Вандеи. Дважды на его жизнь покушались: однажды его пытались отравить, а вскоре после этого он подвергся нападению возле театра в Рене со стороны человека, который произвел неудачный выстрел ему в голову из пистолета.
В конце 1796 года возглавил военную экспедицию в Ирландию, которая закончилась неудачей. В 1797 году командовал Самбро-Маасской армией и успешно форсировал Рейн. Разбил австрийцев у Нойвида (18 апреля 1797 г.). 
Затем ему предложили возглавить военное министерство. Намереваясь помешать интригам, которые партия Клиши (скрытные роялисты) вела против Директории, в начале сентября 1797 года послал войска на Париж. Обвиненный в заговоре и не поддержанный, он отказался от предложенного поста военного министра и вернулся в свою штаб-квартиру в Вецларе.
Будучи самым популярным генералом Французской республики (может быть, за исключением Бонапарта), 29-летний Гош неожиданно умер (предположительно от пневмонии, по другим предположениям — от туберкулёза). 
Считается одним из талантливейших генералов эпохи Великой французской революции. В центре Версаля как уроженцу этого города генералу Гошу установлен памятник. Памятник Гошу установлен также в Кибероне и Сент-Этьене. В 17 французских городах в его честь названы улицы и площади.

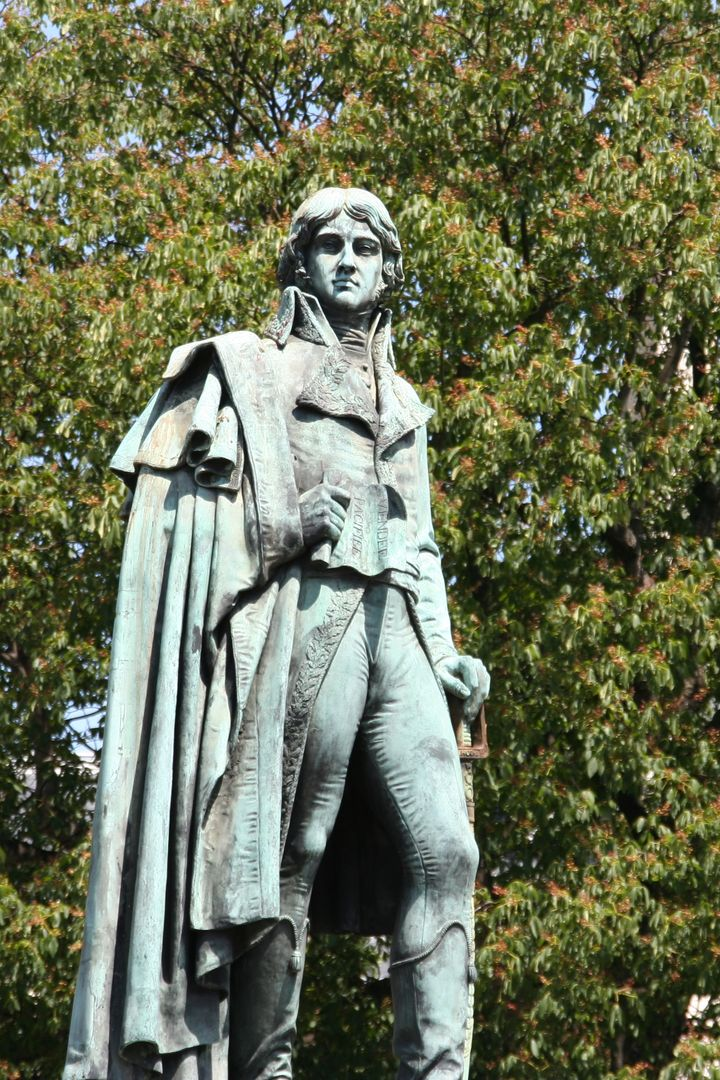
Памятник Л. Гошу в Версале

## Семья

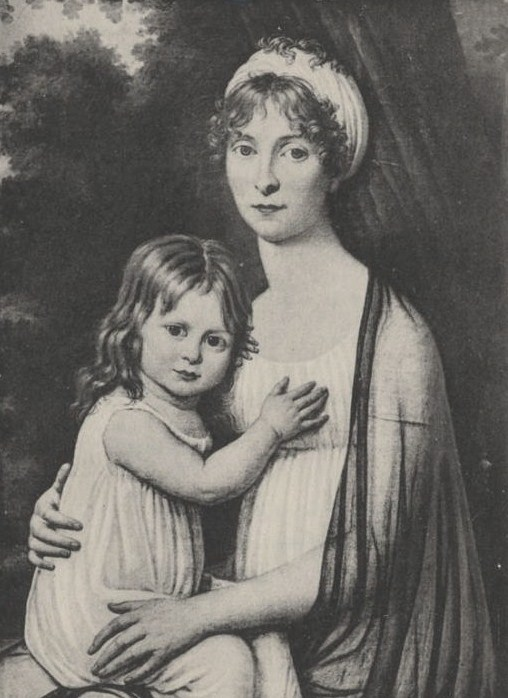
Анна Аделаида Гош с дочерью (1798)

Жена (с 21 марта 1794 года) — Анна Аделаида Деко (14.02.1778—12.05.1859), родилась и выросла в Тьонвиле в буржуазной семье. По отзыву генерала Арди, была «красивая, добрая, молодая, интересная, во всех отношениях очаровательная женщина». Брак её был недолгим. После смерти мужа жила с дочерью в Париже. Отказавшись от должности фрейлины при дворе Марии-Луизы, получала от Наполеона вдовью пенсию. В апреле 1800 года купила в рассрочку усадьбу Гайфонтен (фр.) в Нормандии, где подолгу жила. Умерла в Париже. После панихиды в базилике Святой Клотильды была похоронена на кладбище Пер-Лашез. Позднее перезахоронена в Гайфонтене. Дети:
- Дженни (15.01.1796—07.11.1867), 22 июня 1814 года в Париже вышла замуж за Этьена-Аннета де Руа (фр.[фр.]), ревизора Государственного совета (1810), генерального советника Алье, пэра Франции (1832). В браке имели семь детей.

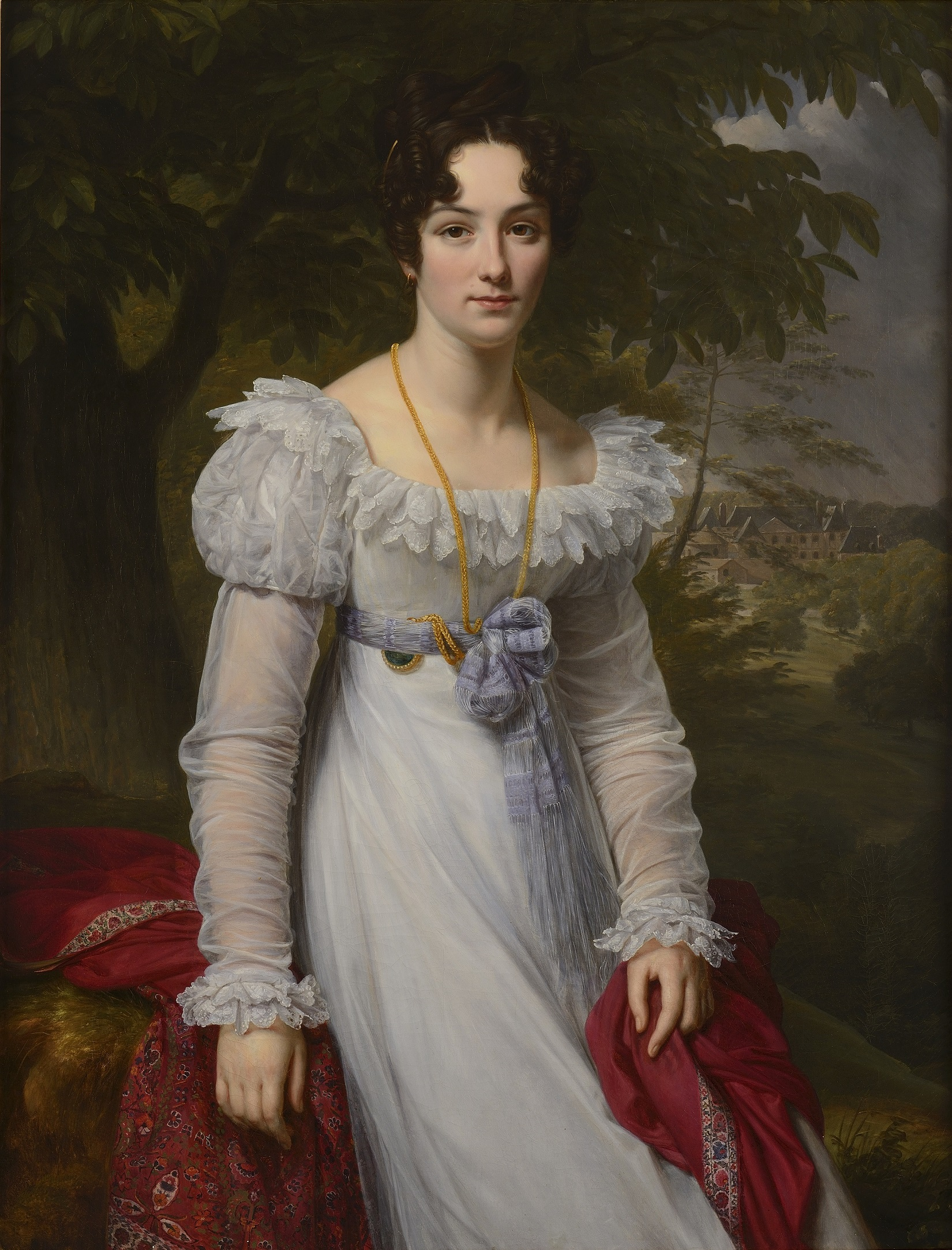
Дженни Гош

- Лазар-Франсуа (02.11.1797—1798)

## Образ в кино
- «Наполеон» (немой, Франция, 1927) — актёр Пьер Батшефф
- «Лазар Карно или меч революции» (1978) — актёр Мануэль Бонне
- «Когда бокаж горел» (1978) — актёр Жак Ле Карпантье
- «Жозефина или комедия амбиций» (1979) — актёр Эрик Колин